# Chiesa di San Felice (Cruce)
La chiesa di San Felice è un edificio di culto del XI secolo o del XII secolo nel territorio comunale di Porto Azzurro, all'isola d'Elba.
Citata nel 1168 in una bolla del papa Alessandro III come «eclesia Sancti Felicis a Cruce», la chiesa è realizzata in pietrame ad opus incertum con numerose buche pontaie ed è perfettamente orientata ad Est. Ne rimangono le due alte pareti laterali ed una minima parte della curvatura absidale. Durante la prima metà del XIX secolo i ruderi della chiesa furono inglobati in una casa colonica, tuttora esistente.
La Chiesa di San Felice, che faceva parte dell'abitato di Cruce, viene citata in un documento del 1235 in quanto l'abate del Monastero di San Felice a Vada la cedeva in enfiteusi con tutti i suoi beni alla Pieve dei Santi Giovanni e Michele di Capoliveri, in cambio di un canone annuo di otto libbre di denari pisani (« [...] ecclesiam Sancti Felicis de Cruce insule Ilbe cum domibus, casalinis et terris...»). Nella stessa pergamena viene ricordata la popolazione dell'abitato di Cruce (« [...] populo de Cruce...») e l'esistenza di una probabile tenuta agricola (« [...] villa de Cruce...»).
Nel 1361 la Chiesa di San Felice viene più volte ricordata dalle Possessiones Hospitalis Sancti Iacopi de Rio Ylbe, in Spedali riuniti di Santa Chiara di Pisa, n. 2043 (Archivio di Stato di Pisa).
Oggi la località è chiamata San Felo (evidente corruzione di San Felice, dal latino Felix nella forma del nominativo, già presente in documenti del XIV secolo come San Fele).